# Данкормик
Данкормик (англ. Duncormick; ирл. Dun Cormaic) — деревня в Ирландии, находится в графстве Уэксфорд (провинция Ленстер) у трассы R736. Население — 503 человека (по переписи 2002 года).